# 郭庄 (共星村)
郭庄是中国广东省广州市从化区的一个自然村。在太平镇东面约10千米，属共星村管辖。此地原名吊简潭，后村民觉得这个名字不雅。又因为居住在此的村民大多姓郭，所以将村名改为郭庄。 1998年时，全村人口87人。